# Luxustutajon
A Luxustutajon Mihail Kalatozov 1954-ben bemutatott vígjátéka, a Sztálin halála utáni olvadás egyik első fölszabadult szellemű filmalkotása. A film mind a Szovjetunióban, mind a világ számos más országában, így Magyarországon is komoly sikert aratott, és Kalatozov neve egészen a Szállnak a darvakig ezt a filmet jelentette a közönség számára.
A film 1954-ben elnyerte a Karlovy Vary Filmfesztivál nagydíját.

## Történet
Egy akadémikus, egy sebészprofesszor és egy agronómus – akik régi barátok – harmincéves tervüket végre tető alá hozva egy tutajon elindulnak a Volgán nyári vakációra. Egyszer színésznek, máskor bolondnak, megint máskor csavargónak tekintik őket, egyszer meg hajótörést szenvednek. Közben ráismernek a hétköznapi világra és saját magukra is, amikről már régen megfeledkeztek.